# Décès en 1393
Décès
- 1389
- 1390
- 1391
- 1392
- 1393
- 1394
- 1395
- 1396
- 1397

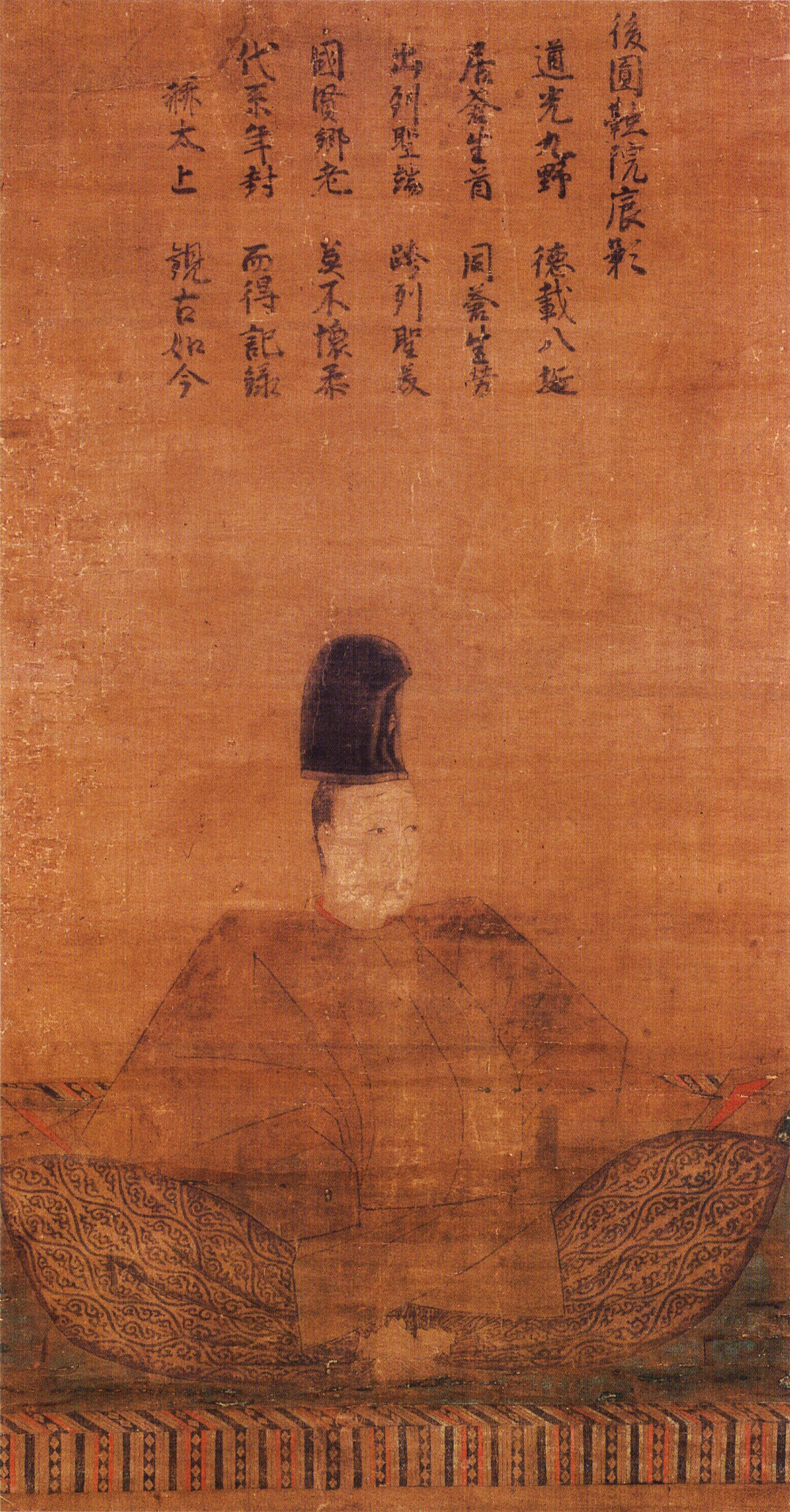
Go-En'yū, mort en 1393.

Cette page dresse une liste de personnalités mortes au cours de l'année 1393 :
- 30 janvier : Yvain de Foix, fils bâtard de Gaston III de Foix-Béarn.
- 8 février : Blanche de France, fille posthume du roi de France Charles IV et de sa troisième épouse Jeanne d'Évreux.
- 7 mars : Bogusław VI, duc de Poméranie.
- 8 mars : Théodore Méliténiotès, savant byzantin.
- 20 mars : Jean Népomucène, prêtre catholique et martyr.
- 30 mars : Giacomo d'Itro, cardinal italien.
- 15 avril : Élisabeth de Poméranie, impératrice du Saint-Empire, reine de Germanie et de Bohême.
- 6 juin : Go-En'yū, empereur du Japon et de la Cour du Nord.
- 10 juin : Edmund Bramfield, évêque de Llandaff.
- 11 juin : Jean Ier de Bourbon-La Marche, comte de la Marche, de comte de Vendôme et de Castres, pair de France.
- 10 juillet : Guillaume d'Harcigny, médecin de Charles VI.
- 23 juillet : Konrad von Wallenrode, 24e Grand maître de l'ordre Teutonique.
- 6 octobre : Francesco da Carrara, seigneur italien.
- 7 novembre : Valéran III de Nassau, comte de Nassau-Wiesbaden et comte de Nassau-Idstein.
- 29 novembre : Léon VI d'Arménie, dernier roi d'Arménie (cilicienne).
- 4 décembre : Frédéric de Bavière, duc de Bavière.
- 5 décembre : Henri VI l'Aîné, en polonais : Henryk VI Starszy, duc de Żagań-Głogów.

- Giacomo Allegretti, poète, philosophe, médecin et astrologue italien.
- Hugues de Calveley, chef militaire et député anglais, gouverneur de la ville de Brest.
- Guillaume VI de Juliers, duc de Juliers.
- Laurent de Mecklembourg-Werle-Güstrow, coprince de Werle-Güstrow puis prince de Werle-Güstrow.
- Bérenger de Nattes, premier consul de Rodez.
- Jean de Talaru, archevêque de Lyon.
- Juan Guteritz, évêque de Dax puis de Lisbonne.
- Prince Jinan, premier enfant du roi Taejo, secrétaire général du dernier roi de la dynastie de Koryo.
- Valentine Visconti, reine de Chypre.
- Ibn Zamrak, bureaucrate et poète de l'Alhambra en Al-Andalus.

## Crédit d'auteurs
- Cet article est partiellement ou en totalité issu de l'article intitulé « 1393 » (voir la liste des auteurs).